# Rapana pellucida
Rapana pellucida is een slakkensoort uit de familie van de Muricidae. De wetenschappelijke naam van de soort is voor het eerst geldig gepubliceerd in 2008 door Bozzetti.